# The Conjuring 2
The Conjuring 2 (titulada Expediente Warren: El caso Enfield en España y El conjuro 2 en Hispanoamérica) es una película de terror estadounidense de 2016 dirigida por James Wan. El guion es de Chad Hayes, Carey W. Hayes, Wan y David Leslie Johnson. Es la secuela de The Conjuring de 2013 y la tercera entrega de The Conjuring Universe. Patrick Wilson y Vera Farmiga repiten sus papeles como los autores e investigadores de lo paranormal Ed y Lorraine Warren de la primera película. La película sigue a los Warren mientras viajan a Reino Unido para ayudar a la familia Hodgson, que está experimentando actividad poltergeist en su casa de consejo de Enfield en 1977; que más tarde se conocería como el Poltergeist de Enfield.
The Conjuring 2 fue estrenada en Norteamérica el 10 de junio de 2016. La película recibió opiniones positivas de los críticos y ha recaudado más de $320 millones en todo el mundo. Una precuela/spin-off La monja, fue estrenada en 2018 con Peter Safran y Wan como productores.

## Argumento
Cinco años después de los eventos de The Conjuring,  Ed y Lorraine Warren trabajan intentando solucionar un caso. Lorraine se transporta a un plano astral en donde intenta encontrar el motivo de por qué hubo tantos asesinatos en esa morada, pero al seguir a un niño, se encuentra con una extraña entidad en forma de monja dentro de un espejo que anuncia la muerte de Ed. Tras estos incidentes, Lorraine le dice a Ed que no es capaz de seguir llevando adelante más casos.
Un año después, en Enfield, Londres, en una escuela primaria, Janet Hodgson, una niña de once años, es sorprendida por su directora sosteniendo un cigarrillo entre los dedos. Tras el incidente, se presenta al resto de su familia: su madre Peggy, divorciada y acosada por las deudas, su hermana mayor Margaret y sus hermanos pequeños Johnny y Billy.
Antes de acostarse, Margaret y Janet usan un tablero de Ouija que una compañera de clase le había dado a Janet y con el que en algunas ocasiones charlaba con espíritus. Por la noche, la chica se transporta a un plano astral a través de sus sueños y es acosada por la figura de un anciano de 72 años de edad.
Mientras tanto, en la casa de los Warren en Connecticut, Lorraine se asombra al descubrir que Ed estaba pintando un cuadro de la figura de la monja que había anunciado su muerte en Amityville, percibiendo que podría ser un poderoso ser demoníaco.
En casa de los Hodgson, los episodios paranormales comienzan a ocurrir más frecuentemente, y en muchas ocasiones puede verse a Janet sentada en un viejo sillón con los ojos cerrados. Una noche, Billy, el hermano más pequeño, que es tartamudo, es receptor de la actividad paranormal en la residencia al oír los gritos de un anciano dentro de su tienda de juegos.
En casa de los Warren, Lorraine tiene una visión, en donde ve a su hija Judy apuntando a la figura de la monja, que va a esconderse a una de las habitaciones. A continuación, la médium se dirige al cuarto intentando localizar a la entidad y perturbándose al ver el cuadro colgado a sus espaldas. Las luces se apagan, las cortinas se cierran y una fuerte música navideña comienza a escucharse con fuerza. En ese momento, la casa tiembla y, a través de la pared, Lorraine ve la sombra de la monja que avanza hasta el cuadro del mismo y, con horror, encaja perfectamente. Entonces, unas manos surgen del cuadro y luego toda la monja, con su cara dentro del cuadro y ataca a Lorraine. La entidad la transporta al mismo sótano de Amityville. De repente, la misma música vuelve a sonar, y la monja surge, sonriendo de forma macabra, de detrás de una viga de madera. Lorraine le exige que le diga quién es, pero la monja solo ruge. Lorraine le hace una segunda pregunta que consiste en que la monja le diga lo que quiere. La entidad señala a la derecha dónde Lorraine ve a su esposo Ed, que le pide perdón antes de ser atravesado por una estaca. Judy saca del trance a su madre, quien descubre que había destruido la Biblia que tenía en sus manos.
De vuelta en Enfield, Janet y su hermana Margaret son víctimas de una gran sacudida en sus camas y corren asustadas a llamar a su madre. En ese momento, la señora Hodgson es testigo de un gran mueble moviéndose por su propia cuenta para bloquear la puerta. La familia se refugia en la casa de unos vecinos y reciben la visita de muchos miembros del departamento de policía y unos cuantos expertos en el tema. Asombrosamente, todos ellos son testigos de los episodios. En un momento, el anciano que utiliza como conductor a la pequeña Janet habla siendo entrevistado por la prensa y dice llamarse Bill Wilkins, tener 72 años y haber muerto en el sillón de la residencia años atrás.
Los fenómenos paranormales aún suceden aunque la familia Hodgson se quede en casa de sus vecinos Peggy y Vic Nottingham dado que los eventos se repiten de la misma forma y con más violencia. En una ocasión, Billy oye la campana que sus vecinos le habían enseñado a tocar a su perro cuando quería salir. Cuando Billy le abre la puerta, el perro se transforma en "el hombre retorcido", un personaje de una canción que solía cantar con su hermana Janet. Éste persigue a Billy, que va corriendo dónde su madre a contárselo. Los vecinos y la familia se reúnen en el salón, solo para todos juntos escuchar al hombre retorcido seguir cantando en el cuerpo de Janet. El espíritu baja la forma de la niña ruge y hace volar la protección de la chimenea y de otro rugido, funde todas las bombillas. Entonces Janet se desmaya.
La noticia llega a oídos de los Warren pero Lorraine prefiere no interferir confesando a Ed que el motivo por el que quería alejarse de los casos era que en tres ocasiones espíritus malignos predijeron la muerte de Ed siendo atravesado por una estaca.
Finalmente, Ed y Lorraine viajan a Inglaterra, llegan al hogar de los Hodgson y duermen en una de las habitaciones. 
A pesar de todo, Lorraine es incapaz de sentir una presencia en el hogar y solo puede sentir el miedo de Janet. Ed decide grabar el sonido de una entrevista a Janet donde, para descartar que Janet esté realizando ventriloquía, la niña debe tener agua en el interior de su boca. Janet le dice a los presentes que Bill ha dicho que no hablará mientras todos estén mirándola. Todos se giran y Bill comienza a comunicarse a través de Janet intentando molestar a los demonólogos, inclusive mencionándole a Ed la forma en que su padre lo llamaba. Ed le enseña a Janet su crucifijo, haciendo que se queje de dolor y provocando que pronuncie varias veces las palabras "Ayuda, deja que vaya".
Por la noche, Janet levita en el techo del salón y puede ver claramente a Bill Wilkins sentado en el sillón y luego subiendo las escaleras silbando. Luego, una fuerza la empuja hacia el piso de arriba, en donde pasa a encontrarse en su habitación, en donde habían sido colocadas múltiples cruces donadas por los vecinos para "bendecir" el cuarto. Las cruces comienzan a invertirse y Bill ataca a Janet. Con los gritos de la niña, los Warren y Peggy Hodgson intentan abrir desesperadamente la puerta y al lograr encontrar la llave, ven a la pequeña asfixiándose con una cortina. Peggy afirma haber visto a Bill Wilkins en el interior de la habitación con su hija.
Ed y Lorraine deciden trabajar en el caso, pero solicitan la ayuda de Anita Gregory, una escéptica trabajadora, y Maurice Grosse, un experto en el tema, ya que no quieren estar completamente involucrados. Tras abundantes acontecimientos plagados de horror para la familia, graban a Janet en la cocina, intentando recrear la escena de un evento volteando sillas y mesas y doblando objetos, por lo que los Warren se ven obligados a interpretar todo como un fraude. Tras esto, Janet aparece encajada en un armario y pronuncia varias veces las palabras "no... me...".
Ed y Lorraine se ven forzados a dejar la residencia Hodgson por ser agentes de la iglesia. Al irse, la familia comienza a ser víctima de un fuerte ataque del espíritu que oprimía a Janet.
Ya en el tren en el que partían, Ed descubre que las incoherentes palabras de Bill Wilkins al quejarse cuando le enseñó el crucifijo y las pronunciadas cuando Janet estaba encajada en el armario se entrelazaban para formar "Ayuda, no deja que me vaya". Al oír el enunciado unido, Lorraine tiene una visión en donde puede ver a Bill Wilkins en el sillón donde había fallecido años atrás. Bill le dice que había vuelto para ver a su familia pero que como ya no estaban, dado que habían fallecido, trató de irse pero algo lo retiene. Lorraine ve que Bill está siendo utilizado como un peón por la monja que la acosaba.
Los Warren descubren que lo acontecido no era un fraude y deciden volver corriendo a la residencia para ayudar a los Hodgson. Cuando intentan acceder a la vivienda, todos los accesos se encuentran bloqueados. Ed decide romper el vidrio de una ventana pero el espíritu demoníaco bloquea la ventana rota con un sofá. Finalmente Ed logra entrar por el sótano, aunque la puerta se bloquea tras su paso quedándose Lorraine fuera. Vic Nottingham, quien había llevado a los Warren a la estación de tren y les había traído de vuelta a la residencia de los Hodgson localiza un hacha y empieza a tratar de romper la puerta. Lorraine siente una gran angustia, percibiendo que en ese momento su esposo morirá. Ed es atacado por el espíritu demoníaco que abre una espita de una tubería de forma que lanza un chorro de gas a los ojos de Ed, lo que le imposibilita ver bien por varios minutos. Lorraine llega a la conclusión de que sabiendo el nombre de la entidad puede tener poder sobre ella. Rescata su Biblia de su equipaje y une las letras que había escrito sobre ella cuando tuvo la visión de la monja en su casa: "V"..."A"..."L"..."A"..."K". Valak. En el interior de la vivienda Ed encuentra a Janet levitando en la ventana y a punto de caer a un tronco astillado tras derribar un rayo el árbol enfrente de la residencia de los Hodgson. Morir atravesado por una astilla de este calibre se corresponde con las visiones que Lorraine tuvo de la muerte de Ed. Lorraine logra entrar en la casa a través del hueco que había hecho Vic Nottingham con el hacha. Al subir al piso de arriba se encuentra con Ed sujetando a Janet en el borde de la ventana pero agarrado a una inestable cortina que va cediendo poco a poco por el peso de ambos, y a su lado ve a Valak. En ese momento, Lorraine condena a Valak al infierno, al pronunciar esas palabras expulsa a la entidad demoníaca y logra salvar a su esposo y a Janet. Janet les dice una frase especial a los Warren: que ella tiene dos personas que hacen la diferencia.
La familia Hodgson se queda viviendo en ese hogar y los Warren vuelven a su hogar en Connecticut e incluyen a la colección de su museo la caja musical del "hombre torcido" que había atormentado al pequeño Billy.

## Reparto
- Patrick Wilson como Ed Warren.
- Vera Farmiga como Lorraine Warren.
- Frances O'Connor como Peggy Hodgson.
- Lauren Esposito como Margaret Hodgson.
- Madison Wolfe como Janet Hodgson.
- Patrick McAuley como Johnny Hodgson.
- Benjamin Haigh como Billy Hodgson.
- Simon McBurney como Maurice Grosse.
- Franka Potente como Anita Gregory.
- Sterling Jerins como Judy Warren.
- Shannon Kook como Drew Thomas.
- Maria Doyle Kennedy como Peggy Nottingham.
- Simon Delaney como Vic Nottingham.
- Bonnie Aarons como Valak.
- Bob Adrian como Bill Wilkins.
- Alexa Nájera como Allison DeFeo.
- Robin Atkin Downes como el Demonio.
- Javier Botet como el Hombre torcido.
- Steve Coulter como el padre Gordon.
- Abhi Sinha como Harry Whitmark.
- Chris Royds como Graham Morris.
- Daniel Wolfe como Kent Allen.
- Annie Young como Heeps.
- Elliot Joseph como Peterson.
- Debora Weston como el director del programa.
- Cory English como Skeptic Kaplan.
- Joseph Bishara como el Demonio.
- Emily Tasker como Camilla.
- Kate Cook como Mrs. More.
- Carol Been.
- Holly Hayes como un miembro de la audiencia.
- Lance C. Fuller como un miembro de la audiencia.
- Thomas Harrison como Peter.
- Jennifer Collins como Louise DeFeo.
- Claire Ashton.
- Kishore Bhatt como un transeúnte.
- Sarah Cortez como Dawn.
- Gioacchino Jim Cuffaro como el vecino.
- Helen Dashwood como un vendedor ambulante.
- Michael DeBartolo como Ronald DeFeo, Sr.
- Nancy DeMars como la mujer que pasea a su perro.
- Jesse Michael Fullington como un transeúnte.
- Diego Gómez como John Matthew.
- Joy Isa.
- Danny Jackson como Aaron.
- Patrick Carney Junior como un fumador.
- Jason Liles.
- Edward Losch.
- Teresa Mahoney.
- Glenn Povéy como el músico roquero.
- Mike Sengelow como el reportero de las noticias.
- Noush Skaugen como una madre.
- Maddyson Skentelbery como una colegiala.
- Jamie Soricelli.
- Gone Thursday como Michael.
- John Trevillion como un niño que va al colegio.
- Christof Veillon como Maurice.
- Zac Whitehead como barman.

## Producción

### Desarrollo
En julio de 2013, antes del estreno de The Conjuring, Variety informó que New Line Cinema ya estaba en las primeras etapas de desarrollo de una secuela, tras las proyecciones de prueba positivas y las revisiones exitosas de la primera película. También se informó que el guion inicial para la secuela estaría a cargo de los escritores Chad y Carey Hayes y el director James Wan, lo que fue confirmado luego por Eric Heisserer. Se informó en enero de 2015 que David Leslie Johnson había sido reclutado para proporcionar una reescritura adicional al guion. La película trata el caso del Poltergeist de Enfield, que tuvo lugar en el distrito londinense de Enfield desde 1977 hasta 1979, y consistió en el presunto embrujo de dos hermanas, de 13 y 11 años, en la casa de su madre.

### Preproducción
"He estado trabajando muy fuertemente en el guion, y la idea de continuar la saga de Ed y Lorraine Warren es realmente muy emocionante. Así que la idea de volver a cultivar la clase de hijo que he creado es parte de la razón por la que voy a volver a hacer The Conjuring 2".
James Wan, explicando sus razones para volver a dirigir la secuela.

En julio de 2013, se informó de que Vera Farmiga y Patrick Wilson habían firmado para repetir sus papeles de la primera película. Esto se confirmó en febrero de 2014. El 21 de octubre de 2014, se anunció que James Wan iba a volver a dirigir la secuela, y que la producción comenzaría en el verano de 2015. En marzo de 2015, Wan viajó a Londres para explorar los lugares para la filmación. A principios de julio de 2015, los actores principales, Vera Farmiga y Patrick Wilson, visitaron a Lorraine Warren en el Paranormal Research Center en Connecticut, Nueva Inglaterra, en preparación para su papel. El 28 de julio de 2015, Wan comenzó oficialmente la preproducción de la película. En agosto de 2015, se le concedió a la película $ 5.6 millones de dólares en créditos fiscales por parte de la Comisión de Cine de California para llevar la producción al Estado.
El 13 de septiembre de 2015, Don Burgess fue confirmado como director de la fotografía de la película. En septiembre de 2015, Frances O'Connor, Simon McBurney, el debutante Lauren Esposito y Madison Wolfe se unieron al elenco. Franka Potente, Simon Delaney, Maria Doyle Kennedy y los recién llegados Patrick McAuley y Benjamín Haigh también se unieron al elenco a finales de septiembre de 2015.

### Producción
El rodaje de The Conjuring 2 comenzó el 21 de septiembre de 2015 en Los Ángeles, California, con un sacerdote bendiciendo el set de la película. La filmación también se llevó a cabo en Londres. La producción terminó en noviembre de 2015.

## Distribución

### Márketing

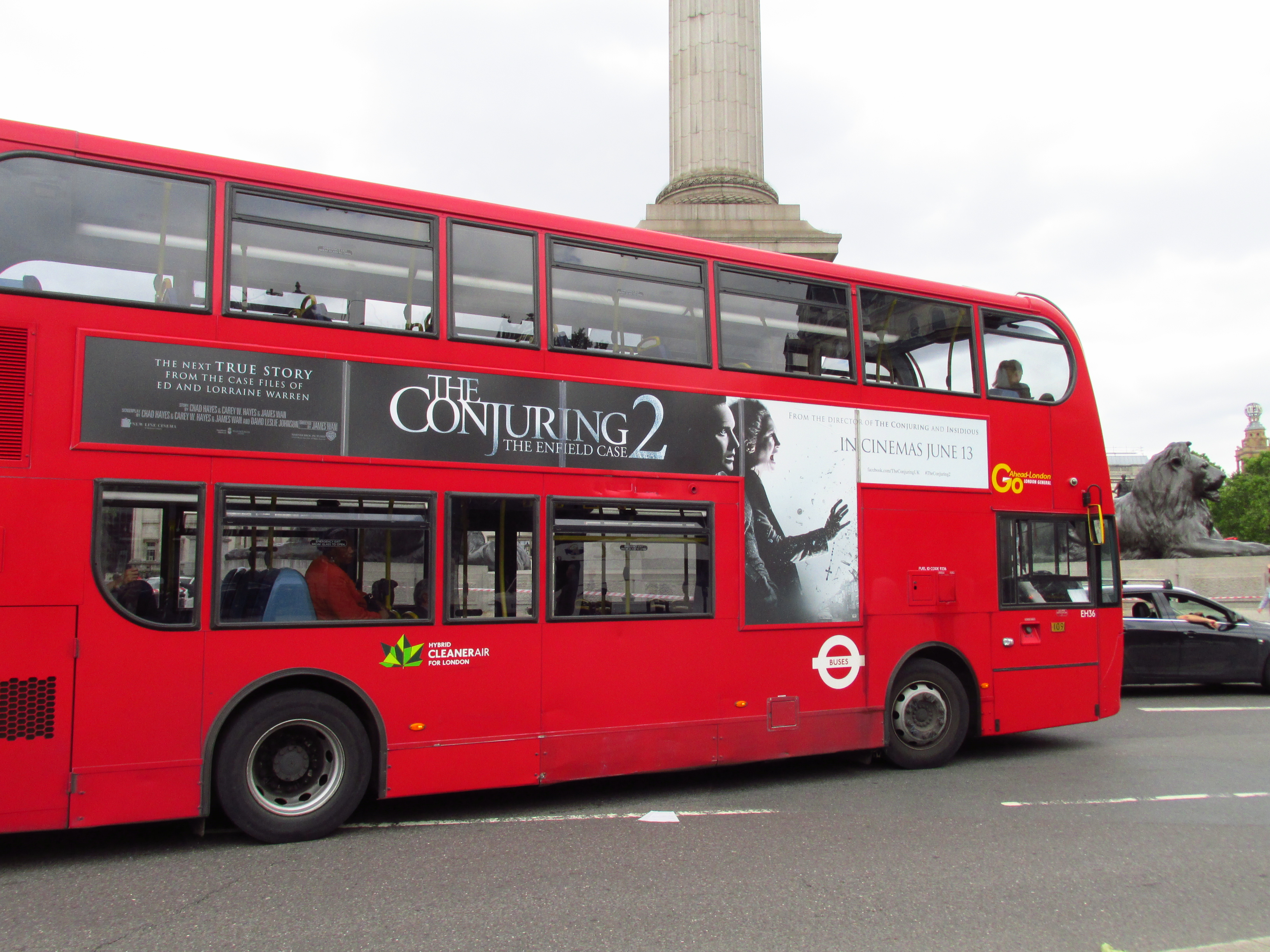
Promoción de la película en los autobuses de Londres

En diciembre de 2015, Entertainment Weekly lanzó la primera imagen de la película, presentando al personaje interpretado por Madison Wolfe. El 6 de enero de 2016, James Wan publicó una campaña de intriga clip en sus cuentas de redes sociales revelando que el primer tráiler oficial de la cinta debutaría al día siguiente. También el 6 de enero, Yahoo! Movies lanzó exclusivamente dos fotográmas de la película, mostrando a Vera Farmiga y Patrick Wilson. El 26 de marzo de 2016, Wan estrenó el tráiler completo en la convención WonderCon. En las semanas previas al estreno de la película, los anuncios de televisión empezaron a transmitirse. Esto fue seguido por un featurette titulado Strange Happenings in Enfield, en el que las hermanas Hodgson y Lorraine Warren discuten sus experiencias con el caso. Dos semanas antes del estreno de la película, los aficionados tuvieron la oportunidad de realizar una gira de 360 grados de realidad virtual por el escenario principal de la película, la Casa Enfield. Después de eso, otro featurette fue lanzado, titulado Audio Recordings, que contó con una supuesta grabación del demonio que inspiró la película.

### Estreno en cines
The Conjuring 2 estaba originalmente programada para ser estrenada el 23 de octubre de 2015, pero en octubre de 2014, Warner Bros. sacó la película del calendario y fijó una fecha de lanzamiento no especificada en 2016. En noviembre de 2014, la película fue fijada con una fecha de lanzamiento para el 10 de junio de 2016. The Conjuring 2 tuvo su estreno mundial de alfombra roja en el TCL Chinese Theatre el 7 de junio de 2016, como parte del programa del Festival de Cine de Los Ángeles, tres días antes de su lanzamiento mundial. El 17 de junio de 2016, un hombre de 65 años murió de un ataque al corazón mientras miraba la película en un cine en Tiruvannamalai, India.

### Formato casero
La cinta fue lanzada en formato de descarga digital el 30 de agosto de 2016, y en DVD y Blu-ray el 13 de septiembre de 2016. Dentro de las características especiales se incluyen detrás de cámaras, featurettes y escenas eliminadas. En 2020, fue estrenada en su plataforma HBO Max.

## Recepción

### Taquilla
The Conjuring 2 se convirtió en un éxito financiero enorme al igual que su predecesora, recaudando $102.5 millones de dólares en Estados Unidos y Canadá y $224.8 millones en otros territorios para un bruto total mundial de $327.9 millones de dólares. Aunque ganó menos en América del Norte que la primera película, le fue mejor a nivel internacional y global, haciendo un 0.5 % más que la primera película. La película fue, en su género, la de mayor recaudación del año y la segunda película de terror de mayor recaudación de todos los tiempos, solo detrás de El exorcista, de 1973, la cual consiguió $ 441,3 millones de dólares. Se le atribuye, en parte, a The Conjuring 2 el éxito de la película Lights Out de Warner Bros., que se estrenó un mes después. Deadline.com calculó que la ganancia neta de la película sería de 98,3 millones de dólares, al factorizar todos los gastos e ingresos de la película, convirtiéndose así en el 14º lanzamiento más rentable de 2016.

### Crítica
The Conjuring 2 recibió reseñas generalmente positivas por parte de la crítica y el público. En el sitio web especializado Rotten Tomatoes la película tiene un porcentaje de aprobación del 80%, basado en 220 revisiones, con una puntuación media de 6.7/10. El consenso crítico del sitio dice: "The Conjuring 2: El caso de Enfield pierde un poco de los sustos de su predecesora, pero lo que persiste es una buena historia de fantasmas contada con una técnica formidable". En Metacritic, la película tiene una puntuación de 65 de 100, basada en 38 críticos, lo que indica "críticas generalmente favorables". Las audiencias encuestadas por CinemaScore le dieron a la película una calificación promedio de "A-" en una escala de A+ a F, el mismo grado obtenido por su predecesora.
En su crítica para The Hollywood Reporter, Sheri Linden elogió la película, diciendo: "Tres años después de que The Conjuring sacudiera el multiplex con un horror de la vieja escuela, el director James Wan sube la apuesta con una excelente secuela". Owen Gleiberman, de Variety, le dio a la película una revisión mixta, escribiendo: "En un nivel, The Conjuring 2 es sólo una película de funhouse que no es mala, ni más ni menos; pero en otro nivel ofrece a sus fanes potenciales una ayuda de tranquilidad para ir junto con el miedo. Si hay demonios fantasmas por ahí, entonces Dios debe estar allí también. La audiencia, que la probó hace mucho tiempo, pagará por ver ambas". Alonso Duralde, de TheWrap, le dio a la película una revisión positiva, afirmando: "Atemorizante, rara vez golpea dos veces en el mismo lugar, a pesar de los esfuerzos de tantas secuelas de terror, pero incluso si The Conjuring 2 no entrega las deliciosas sacudidas de su predecesora, mantiene un frío constante en todas partes, con un temor lento y constante que se arrastra sobre ti con el tiempo".
En una revisión mixta, Chris Nashawaty, de Entertainment Weekly, le dio una B-, escribiendo: "Hay algunos sustos sólidos (Wan es demasiado dotado en el oscuro arte de manipulación te atrapé para no hacerte saltar un par de veces), pero no hay nada a la par con la brillante escena de la primera película con Lili Taylor". Jacob Wilkins, de The Cavalier Daily, elogió la película, llamando a Wan un "maestro del terror" y comentó que la película era "fresca, original e inquietante". Pete Hammond, de Deadline.com, escribió que estaba "gratamente sorprendido" por la secuela y por lo que Wan había logrado con la película, afirmando: "Wan conoce los trucos de este comercio (aumento de los efectos de sonido, muebles en movimiento, esquinas oscuras) pero de alguna manera milagrosamente él realmente pone un giro fresco en todo, aquí. Es algo fascinante, aunque sea en un entorno cinematográfico familiar", y añadió: "Es una película infame".

### Premios y nominaciones
| Premio                 | Fecha de la ceremonia | Categoría                            | Nominado(s)     | Resultado | Ref(s)        |
| ---------------------- | --------------------- | ------------------------------------ | --------------- | --------- | ------------- |
| Empire Awards          | 19 de marzo de 2017   | Mejor horror                         | The Conjuring 2 | Nominado  | [ 57 ]        |
| Golden Tomato Awards   | 12 de enero de 2017   | Mejor película de horror de 2016     | The Conjuring 2 | 5.º Lugar | [ 58 ]        |
| Golden Trailer Awards  | 4 de mayo de 2016     | Mejor horror                         | New Line Cinema | Nominado  | [ 59 ] [ 60 ] |
| Golden Trailer Awards  | 4 de mayo de 2016     | Mejor spot para televisión de horror | New Line Cinema | Ganador   | [ 59 ] [ 60 ] |
| People's Choice Awards | 18 de enero de 2017   | Película thriller favorita           | The Conjuring 2 | Nominado  | [ 61 ]        |
| Saturn Awards          | 28 de junio de 2017   | Mejor película de horror             | The Conjuring 2 | Nominado  | [ 62 ]        |